# Астронавт Дмитрий
Астронавт Дмитрий (англ. Dmitri the Astronaut) — детская книга 1996 года, написанная и проиллюстрированная Джоном Эйджи. В книге рассказывается об астронавте по имени Дмитрий, который возвращается на Землю после двух с половиной лет пребывания на Луне и обнаруживает, что его никто не помнит.

## Сюжет
Американский астронавт по имени Дмитрий приводняется в Атлантическом океане после двух с половиной лет пребывания на Луне. Его подбирает круизный лайнер S.S. Knickerbocker и Дмитрий плывёт в Нью-Йорк, но он быстро понимает, что его никто не помнит. Дмитрий посещает Музей межгалактических исследований, где он настолько обескуражен запущенным состоянием лунной экспозиции музея, что выбрасывает свою коллекцию лунных камней в мусорный бак в Центральном парке. Дмитрий не знает, что его подруга Лулу, маленькое розовое существо, найденное им на Луне, спряталась внутри мешка с камнями перед тем, как Дмитрий отправился на Землю. Доктор Джеффри У. Битон, лауреат Нобелевской премии, находит Лулу в парке и отвозит существо в Академию наук. На следующий день Дмитрий находит Лулу в Академии, где существо разрисовало стены карандашными рисунками Дмитрия в скафандре. Дмитрия наконец узнаёт доктор Битон, и Дмитрия и Лулу приветствуют как героев.

## Критика
Kirkus Reviews назвал книгу «Астронавт Дмитрий» «крайне увлекательной историей о межпланетной дружбе». По данным Publishers Weekly, «Ироничный юмор умной книги Эйджи в равной степени проистекает из минимального, ироничного текста и искусно преувеличенных карикатурных иллюстраций». Кэролин Фелан написала в Booklist: «Дети постарше могут указать на некоторые недостатки в истории, но дошкольники найдут увлекательной эту иллюстрированную книгу, запоминающуюся своими выразительными картинками и убедительной невинностью и взаимной привязанностью двух главных героев». Энн Коннор в своей статье для School Library Journal написала: «Нежная история дружбы, преодолевающей планетарные границы, необычайно привлекательна для взрослых поклонников Эйджи, но в ней нет конфликта или сильной повествовательной линии, которая могла бы вовлечь детей».